# Kadji Sports Academy
Kadji Sports Academy je sportska akademija i nogometni klub iz Békoko, Douala, Kamerun.

## Bivši učenici
- Samuel Eto'o
- Éric Djemba Djemba
- Stéphane Mbia
- Benjamin Moukandjo Bilé
- Aurélien Chedjou
- Idriss Carlos Kameni
- Georges Mandjeck